# Café du Commerce (Besançon)
Pour les articles homonymes, voir café du commerce.
Le Café du Commerce (aussi nommé Brasserie du Commerce) est un édifice situé dans la ville de Besançon, dans le Doubs en région Bourgogne-Franche-Comté.

## Histoire
Le siècle de la principale campagne de construction est la seconde moitié du XIXe siècle.
Le décor subsistant de la salle est inscrit au titre des monuments historiques par arrêté du 29 septembre 1981.
Vendue en 2023, le dernier directeur de la Brasserie du Commerce était Joshua Ferrer-Bartomeu.